# کوهیار کلاری
کوهیار کلاری (زاده ۱۳۶۰ در تهران) تصویربردار و مدیر فیلم‌برداری ایرانی است. وی فرزند محمود کلاری فیلمبردار سرشناس سینما است. او برای فیلم تابستان همان سال (آدم فروش) به کارگردانی پدرش، برندهٔ سیمرغ بلورین بهترین فیلمبرداری از چهل و دومین دوره جشنواره بین‌المللی فیلم فجر شد.

## بازیگر
- شیر سنگی (۱۳۶۵)

## مدیر فیلمبرداری
- آدم فروش (۱۴۰۲)
- پاستاریونی (۱۳۹۷)
- شکستن همزمان بیست استخوان (۱۳۹۷)
- دینامیت (۱۳۹۷)
- رفتن (۱۳۹۵)
- شکلاتی (۱۳۹۵)
- پرسه در شهر لاجوردی (۱۳۹۴)
- ۳۶۰ درجه (۱۳۹۳)
- قصه‌ها (۱۳۹۰)

## فیلمبردار
- بمب (۱۳۹۶)
- ساعت ۵ عصر (۱۳۹۵)
- هفت ماهگی (۱۳۹۴)
- تمشک (فیلم) (۱۳۹۲)
- ماهی و گربه (۱۳۹۲)
- خواب لیلا (۱۳۸۶)
- کارگران مشغول کارند (۱۳۸۴)

گروه فیلمبرداری
- چهل سالگی (۱۳۸۷)
- صد سال به این سال‌ها (۱۳۸۶)
- گرگ و میش (۱۳۸۵)
- نسل جادویی (۱۳۸۵)

نورپرداز
- من همسرش هستم (۱۳۹۰)
- هفت و پنج دقیقه (۱۳۸۷)
- خاک‌آشنا (۱۳۸۶)

تصویربردار
- کارگران مشغول کارند (۱۳۸۴)

نور
- گرگ و میش (۱۳۸۵)

دستیار فیلمبردار
- آفساید (۱۳۸۴)

گروه فنی فیلمبرداری
- بوتیک (۱۳۸۲)
- چشمان سیاه (۱۳۸۱)

تصویربردار پشت صحنه
- پرونده هاوانا (۱۳۸۴)
- بابا عزیز (۱۳۸۲)

کارگردان صحنه
- چهل سالگی (۱۳۸۷)

## جوایز
او برای اولین بار در سال ۱۴۰۲ سیمرغ بلورین بهترین فیلمبرداری را در چهل و دومین جشنواره فیلم فجر دریافت کرد.
پدرش محمود کلاری گفت: من ۵ سیمرغ در خانه دارم و به روح مادرم که فیلمم را به او تقدیم کردم هیچ یک از این سیمرغ‌ها اندازه سیمرغ کوهیار من را خوشحال نکرد.